# XM30 Mechanized Infantry Combat Vehicle
XM30 Mechanized Infantry Combat Vehicle (MICV), tidigare känt som Optionally Manned Fighting Vehicle (OMFV), är ett program inom den amerikanska armén för att ersätta stridsfordonet M2 Bradley. OMFV är en del av programportföljen Next Generation Combat Vehicle.
Efter att Ground Combat Vehicle-programmet avbröts i februari 2014, återupptog armén sina ansträngningar att ersätta M2 Bradley under programmet Future Fighting Vehicle (FFV). Armén hade 50 miljoner USD kvar från GCV-programmet att omfördela till FFV. FFV var ett forsknings- och utvecklingsprogram för att utveckla konceptuella planer för infanteristridsfordon (IFV). Enligt brigadgeneral David Bassett, chef för PEO Ground Combat Systems, förväntades ett beslut om att fortsätta utvecklingen bortom ritningsstadiet inte komma förrän 2016.
I juni 2023 valde armén ut American Rheinmetall Vehicles och General Dynamics Land Systems för att gå vidare i tävlingen.

## Ursprunglig tävling
Armén genomför tester av en avancerad underredesmekanik med en Bradley Fighting Vehicle som ersättare för OMFV
I augusti 2014 tilldelades General Dynamics Land Systems (GDLS) och BAE Systems Land and Armaments 7,9 miljoner USD vardera för att utveckla teknologier från Ground Combat Vehicle-programmet för Future Fighting Vehicle. I maj 2015 tilldelades General Dynamics och BAE ytterligare 28 miljoner USD. Med hänvisning till budgetbegränsningar sköt armén i augusti 2015 upp FFV:s anskaffningsbeslut från budgetåret 2021 till 2029. Armén uppgav att man istället valde att arbeta med kortsiktiga kapacitetsbrister.
I november 2016 meddelade arméföreträdare att de startade ett program för Next Generation Combat Vehicle för att introducera en familj av stridsfordon till 2035. De angav att denna strategi inte nödvändigtvis skulle fokusera på ett infanteristridsfordon, utan sannolikt skulle vara en fordonsfamilj som potentiellt kunde ersätta M1 Abrams, Bradley Fighting Vehicle, Mobile Protected Firepower och till och med Stryker. Arméföreträdare medgav att programmet ännu inte var finansierat.
I juni 2018 etablerade armén programmet Next Generation Combat Vehicle (NGCV) för att ersätta M2 Bradley. I oktober 2018 omdesignades programmet till Optionally Manned Fighting Vehicle (OMFV). NGCV-programmet utökades till en portfölj av nästa generations fordon, inklusive stridsvagnar och det Bradley-baserade Armored Multi-Purpose Vehicle. I mars 2019 utfärdade armén en anbudsförfrågan.
I januari 2020 hade antalet konkurrenter minskat till en variant av Lynx KF41, utvecklad som ett joint venture mellan Raytheon och Rheinmetall, och Griffin III utvecklad av GDLS. Raytheon-Rheinmetalls prototyp diskvalificerades efter att ha misslyckats med att leverera prototypen till Aberdeen Proving Ground inom den angivna tidsfristen. Den enda återstående konkurrenten, GDLS, diskvalificerades också eftersom dess prototyp var för tung för att uppfylla kravet att två fordon skulle kunna transporteras i en enda C-17.
Programmets aggressiva tempo och stränga mål ansågs orealistiska av potentiella konkurrenter. Programmet lade en stor del av utvecklingskostnaderna på privata entreprenörer, vilket fick många stora företag att avstå från deltagande. I februari 2020 meddelade armén att de skulle starta om programmet och ta på sig mer av finansieringsansvaret.

## Omstartat program
I juli 2021 tilldelade armén kontrakt till fem team: Point Blank Enterprises, Oshkosh Defense, BAE Systems, GDLS och American Rheinmetall Vehicles. Det totala kontraktsvärdet var 299,4 miljoner USD. Teamen skulle utveckla konceptuella designer under den 15 månader långa fasen. Alla bidrag måste uppfylla tre allmänna kriterier: ett bandgående fordon med hybrid-elektrisk drivning; ett obemannat torn utrustat med en 50 mm automatkanon, eller ett 30 mm torn med möjlighet att uppgradera till den större kalibern; och en reducerad besättning på två personer med plats för sex infanterister. Armén planerade att välja ut tre team, vilket reducerades till två vid kontraktstilldelningen, för att gå vidare till att bygga prototyper i mitten av 2023.
I juni 2023 valde armén ut American Rheinmetall och GDLS för att gå vidare i tävlingen. Dessa två team kommer nu att gå in i nästa fas av programmet och dela på en utvecklingsfond på 1,6 miljarder USD för att utveckla totalt elva prototyper vardera, varav sju ingår i kontraktet med option på ytterligare fyra. De kommer också att utveckla två ballistiska skrov, torn, pansarmoduler och digitala tvillingmodeller under denna fas av programmet. Armén meddelade också att eftersom det initiala designstadiet av OMFV var slutfört, skulle de omdesignera programmet till XM30 Mekaniserat Infanteristridsfordon.